# Augusto Rosso
Augusto Rosso (Tronzano, 23 dicembre 1885 – Firenze, 20 dicembre 1964) è stato un diplomatico italiano, per breve tempo Segretario generale del Ministero degli Affari Esteri, nel 1943.

## Biografia

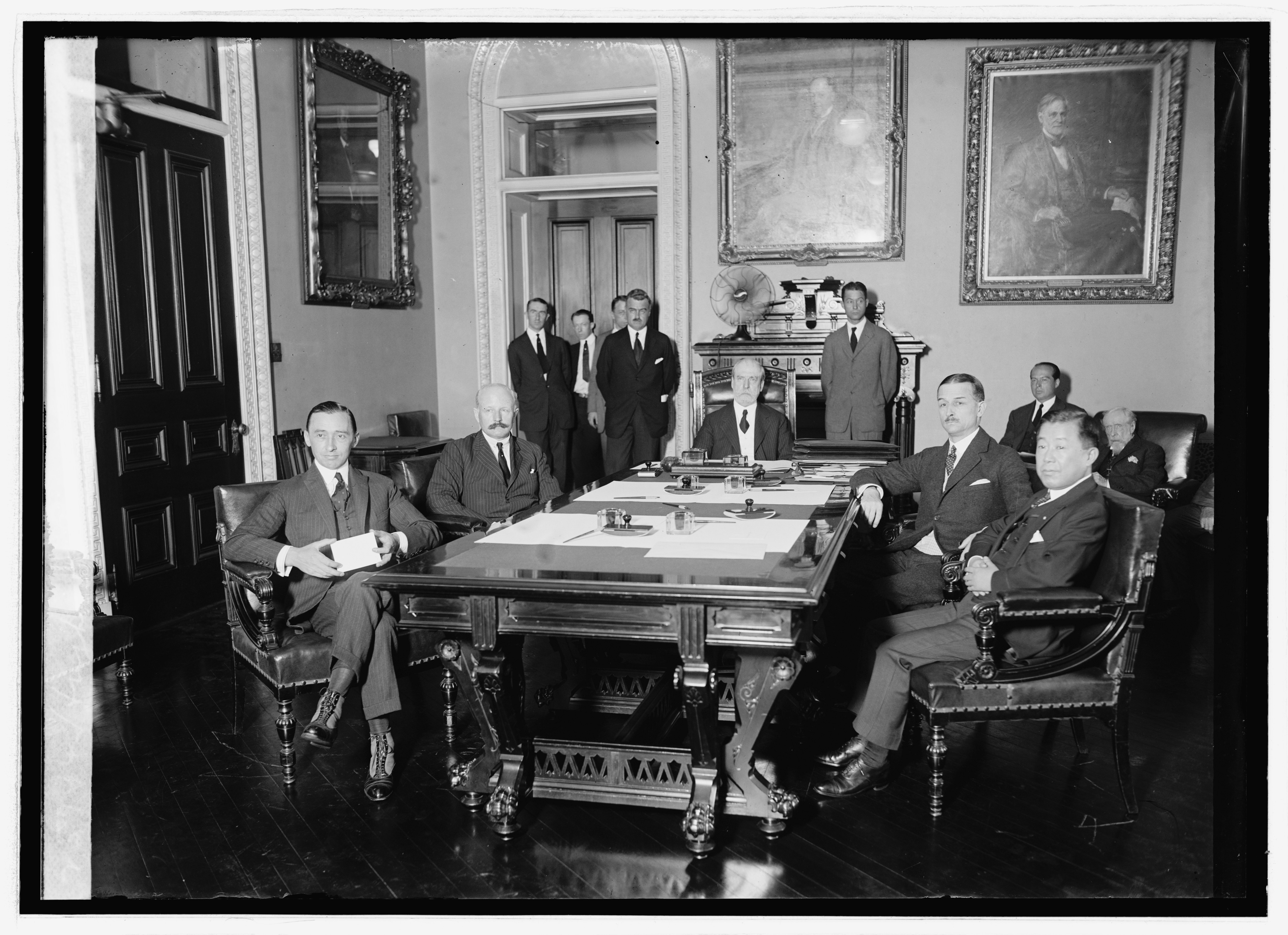
Augusto Rosso (secondo da destra) con i rappresentanti delle cinque potenze vincitrici della prima guerra mondiale; Washington, agosto 1923. Da sinistra a destra: Andre de la Boulaye (Francia), Henry G. Chilton (Gran Bretagna), Charles Evans Hughes (Stati Uniti d'America), Augusto Rosso (Italia), Masanao Hanihara (Giappone).

Piemontese, conseguì la laurea in Giurisprudenza presso l'Università di Torino il 10 luglio 1908 ed entrò in carriera diplomatica a seguito di concorso nell'aprile del 1910. Fu subito inviato all'estero: Washington, Berlino, Cristiania (Oslo), Atene, di nuovo Washington, e poi Londra, dove lo raggiunse, nel 1927, la promozione a Ministro plenipotenziario di 2ª classe. Rientrato al Ministero nel marzo del 1927, assunse le funzioni di capo ufficio Società delle Nazioni e di delegato aggiunto del Governo italiano presso il Consiglio della Società delle Nazioni.
Fu, inoltre, membro della delegazione italiana alle riunioni del Comitato di arbitrato e sicurezza (Società delle Nazioni), nonché membro del Comitato permanente per le questioni internazionali del lavoro, fino a ricoprire nel giugno del 1930 la carica di Direttore generale "Affari Società delle Nazioni".  Nello stesso anno, partecipò in qualità di esperto nella delegazione italiana alla Conferenza navale di Londra (13 gennaio 1930), come anche alla Commissione preparatorio del disarmo, a Ginevra (novembre 1930). Nell'agosto del 1932 fu trasferito a Washington con credenziali di ambasciatore, titolo che gli venne a tutti gli effetti riconosciuto nel settembre dello stesso anno. Nel 1936 venne nominato Ambasciatore d'Italia a Mosca.  Da questa sede, nel settembre 1939, comunicò a Roma i propositi di guerra della Germania nazista nel settembre 1939, come pure gli sviluppi dei rapporti tedesco-sovietici. Rientrato in Italia nel 1940 a seguito dello scoppio della II guerra mondiale, il 1º agosto del 1943 fu nominato Segretario generale del Ministero degli Affari Esteri.
Gli avvenimenti dell'8 settembre 1943 lo sorpresero al ministero mentre la Capitale era occupata dai tedeschi. Per tale motivo, il 9 novembre successivo, a Brindisi, il Capo del Governo Pietro Badoglio lo sostituì nella massima carica della diplomazia italiana con Renato Prunas. Con l'avvento della RSI, fu invitato a seguire Mussolini a Salò ed a ricoprire la carica di Ministro degli Esteri, ma rifiutò affermando la sua fedeltà al Re. A seguito di ciò, il successivo 27 novembre fu temporaneamente collocato a riposo. Riammesso in carriera al termine del conflitto, ricoprì altri prestigiosi incarichi prima di essere nuovamente collocato a riposo il 23 dicembre 1952, per raggiunti limiti di età. È scomparso il 20 dicembre 1964.

## Opere
- Obiettivi e metodi della politica estera sovietica, in  Rivista di Studi Politici Internazionali, Firenze, 1946.
- Alcuni aspetti della politica estera degli Stati Uniti, in  Rivista di Studi Politici Internazionali, Firenze, 1949.
- La questione degli Stretti e la Russia nel Mediterraneo, in  Rivista di Studi Politici Internazionali, Firenze, 1950.
- Quattro momenti della diplomazia italiana. Sui volumi dei documenti diplomatici, in  Rivista di Studi Politici Internazionali, Firenze, 1954.